# Berggölen, Småland
Berggölen är en sjö i Västerviks kommun i Småland och ingår i Storån-Botorpsströmmens kustområde.